# Manuel Abad
Manuel Abad fue un cirujano militar español, del siglo XVIII y natural de Barcelona.

## Biografía
Escribió la obra en 10 tomos:
- Opera médica (1772-1779). En esta obra se encuentra, entre otros temas de moral médica: Thema de medici dignitate, ac excellentia. Sacrae medicinae thesses et publicae ad licentiaturae gradum assequendum. Fue íntimo amigo del célebre Andrés Piquer.